# سعادت أباد (علي جمال)
سعادت أباد (بالفارسية: سعادت‌آباد) هي مستوطنة تقع في إيران في قسم علي جمال الريفي.